# Goran Lozanovski
Goran Lozanovski (né le 11 janvier 1974 à Melbourne en Australie) est un footballeur international australien, qui évoluait au poste de milieu de terrain, avant de devenir entraîneur.

## Biographie

### Carrière de joueur

#### Carrière en sélection
Avec l'équipe d'Australie, il dispute 9 matchs (pour aucun but inscrit) entre 1996 et 1998. Il figure notamment dans le groupe des sélectionnés lors de la Coupe d'Océanie de 1998.
Il participe également aux JO de 1996.

## Palmarès

### Palmarès joueur
| South Melbourne - Championnat d'Australie (2) : - Champion : 1997-98 et 1998-99. |  | Australie - Coupe d'Océanie : - Finaliste : 1998. |

### Palmarès individuel
- Médaille Joe Marston : 1999